# János Dudás
János Dudás (11 gennaio 1911 – 4 novembre 1979) è stato un calciatore ungherese, di ruolo centrocampista.

## Palmarès

### Club

#### Competizioni nazionali
- Campionato ungherese: 3

MTK Budapest: 1935-1936, 1936-1937
Csepel: 1941-1942